# Copa FMF 2022 (Mato Grosso)
In 2022 werd de zeventiende editie van de Copa FMF gespeeld voor voetbalclubs uit de Braziliaanse staat Mato Grosso. De competitie werd georganiseerd door de FMF en werd gespeeld van 27 augustus tot 15 oktober. Novo Mutum werd de winnaar en mocht kiezen tussen deelname aan de Copa do Brasil 2023 of Série D 2023, de vicekampioen kreeg de andere startplaats. 

## Eerste fase
| Plaats | Clu         | Wed. | W | G | V | Saldo | Ptn. |
| ------ | ----------- | ---- | - | - | - | ----- | ---- |
| 1.     | Luverdense  | 5    | 3 | 0 | 2 | 6:4   | 9    |
| 2.     | Mixto       | 5    | 2 | 2 | 1 | 6:4   | 8    |
| 3.     | CEOV        | 5    | 2 | 1 | 2 | 3:3   | 7    |
| 4.     | Nova Mutum  | 5    | 2 | 1 | 2 | 3:3   | 7    |
| 5.     | Sport Sinop | 5    | 2 | 1 | 2 | 2:2   | 7    |
| 6.     | Cuiabá      | 5    | 1 | 1 | 3 | 1:5   | 4    |

|  | Geplaatst voor tweede fase |

## Tweede fase
| Plaats | Clu        | Wed. | W | G | V | Saldo | Ptn. |
| ------ | ---------- | ---- | - | - | - | ----- | ---- |
| 1.     | Nova Mutum | 3    | 2 | 0 | 1 | 2:1   | 6    |
| 2.     | CEOV       | 3    | 1 | 2 | 0 | 2:1   | 5    |
| 3.     | Luverdense | 3    | 1 | 1 | 1 | 1:1   | 4    |
| 4.     | Mixto      | 3    | 0 | 1 | 2 | 1:3   | 1    |

|  | Winnaar, koos voor deelname aan Copa do Brasil 2023 |
|  | Vicekampioen, geplaatst voor Série D 2023           |

## Kampioen
| Copa Federação Mato Grossense de Futebol de 2022 |
| Mato Grosso                                      |
| ------------------------------------------------ |
| NOVA MUTUM Kampioen (1° titel)                   |